# اتندیز
اتندیز (به آلمانی: Altendiez) یک شهر در آلمان است که در Verbandsgemeinde Diez واقع شده‌است.

## خصوصیات
اتندیز ۹٫۲۲ کیلومترمربع مساحت دارد ۱۷۰ متر بالاتر از سطح دریا واقع شده‌است.